# Mindestanforderungen (Bankenaufsicht)
Mindestanforderungen sind ein Instrument der Bankenaufsicht in Deutschland, mit dessen Hilfe eine ordnungsgemäße Organisation des Geschäftsbetriebs in Teilbereichen der Kreditinstitute sichergestellt werden soll. In Deutschland wurden solche Mindestanforderungen erstmals 1975 in der Folge der Insolvenz der Herstatt-Bank durch Devisenspekulationen veröffentlicht.

## Mindestanforderungen an das Risikomanagement (MaRisk)
Die aktuell gültigen Mindestanforderungen sind die Mindestanforderungen an das Risikomanagement (MaRisk). Sie wurden in ihrer ersten Fassung mit dem Rundschreiben 18/2005 vom 20. Dezember 2005 veröffentlicht und seitdem mehrfach angepasst. Die bislang letzte Fassung wurde am 14. Dezember 2012 veröffentlicht und trat zum 1. Januar 2013 in Kraft.
Vorläufer der MaRisk waren
- Mindestanforderungen an das Betreiben von Handelsgeschäften (MaH)
- Mindestanforderungen an die Ausgestaltung der internen Revision (MaIR)
- Mindestanforderungen an das Kreditgeschäft (MaK)

Als Vorläufer der MaH gab es die
- Mindestanforderungen für bankinterne Kontrollmaßnahmen bei Devisengeschäften (Schreiben I4-32 des BaKred vom 24. Februar 1975)
- Mindestanforderungen an das Wertpapiergeschäft (Schreiben V3-Gr 8/77 des BaKred vom 30. Dezember 1980)

## Mindestanforderungen an Sanierungspläne (MaSan)
Mit den Mindestanforderungen an Sanierungspläne will die deutsche Aufsicht die sogenannten „Bankentestamente“ in Deutschland umsetzen. Hierzu wurde am 2. November 2012 eine Konsultation gestartet. Auf Basis der MaSan sollen systemrelevante Banken bis Ende 2013 beschreiben, wie sie im Krisenfall abgewickelt werden können.